# Megacheira
Megacheira (grandes mãos) é uma classe extinta de artrópodes aracnomorphos parecidos com crustáceos com uma carapaça bivalve.
Viveram no Período Cambriano Médio, e foram importantes componentes das faunas do Folhelho Burgess e do depósito sedimentar de Lagerstätte dos Folhelhos de Maotianshan, na província de Yunnan, na China.
Esta classe inclui os gêneros Leanchoilia, Alalcomenaeus, Yohoia, Fortiforceps e Jianfengia.

## Ligações Externas
- Raros Artrópodes Bivalves da Chengjiang fauna, em Yunnan, na China